# Zatoka Sucha
Zatoka Sucha jest to jeden z siedmiu obszarów o szczególnym znaczeniu na terenie Nadgoplańskiego Parku Tysiąclecia.
Położona w północno-wschodniej części Gopła, o powierzchni 58 ha rozpościera od „Karasiowej” do półwyspu Ameryka, wyspy Sucha Góra wraz z otaczającym ją pasem trzcin oraz położony w odległości 159 metrów na zachód szosy Kruszwica-Gocanowo wraz ze stawem Unin z przyległymi bagnami łączącymi się z Zatoką Suchą.
Fauna rezerwatu
Na granicy rezerwatu występują takie ptaki, jak:
- bączek
- cierniówka
- kos
- trznadel
- błotniak stawowy
- sikora bogatka
- łabędź niemy
- drozd śpiewak
- gęś gęgawa
- głowienka
- kokoszka wodna
- perkoz dwuczuby
- łyska
- wodnik

Jest to jedyny fragment całego parku, gdzie gniazduje orzeł bielik.
Flora rezerwatu
Rośliny, które można napotkać na Wyspie Suchej Góry:
- turzyca
- chmiel
- trzcina
- wierzba szara
- bez czarny
- stare topole
- stare wierzby

Nad brzegiem Gopła występują:
- olsze czarne
- kosać żółty
- turzyna pospolita

W zaroślach wierzby szarej można spotkać rośliny chronione takie, jak:
- kruszyk błotny
- czosnek kątowy
- ponikło skąpokwiatowe